# Celso Furtado
Pour les articles homonymes, voir Furtado.
 (mai 2024).
La mise en forme du texte ne suit pas les recommandations de Wikipédia : il faut le « wikifier ».
Les points d'amélioration suivants sont les cas les plus fréquents. Le détail des points à revoir est peut-être précisé sur la page de discussion.
- Les titres sont pré-formatés par le logiciel. Ils ne sont ni en capitales, ni en gras.
- Le texte ne doit pas être écrit en capitales (les noms de famille non plus), ni en gras, ni en italique, ni en « petit »…
- Le gras n'est utilisé que pour surligner le titre de l'article dans l'introduction, une seule fois.
- L'italique est rarement utilisé : mots en langue étrangère, titres d'œuvres, noms de bateaux, etc.
- Les citations ne sont pas en italique mais en corps de texte normal. Elles sont entourées par des guillemets français : « et ».
- Les listes à puces sont à éviter, des paragraphes rédigés étant largement préférés. Les tableaux sont à réserver à la présentation de données structurées (résultats, etc.).
- Les appels de note de bas de page (petits chiffres en exposant, introduits par l'outil «  Source ») sont à placer entre la fin de phrase et le point final[comme ça].
- Les liens internes (vers d'autres articles de Wikipédia) sont à choisir avec parcimonie. Créez des liens vers des articles approfondissant le sujet. Les termes génériques sans rapport avec le sujet sont à éviter, ainsi que les répétitions de liens vers un même terme.
- Les liens externes sont à placer uniquement dans une section « Liens externes », à la fin de l'article. Ces liens sont à choisir avec parcimonie suivant les règles définies. Si un lien sert de source à l'article, son insertion dans le texte est à faire par les notes de bas de page.
- La présentation des références doit suivre les conventions bibliographiques. Il est recommandé d'utiliser les modèles {{Ouvrage}}, {{Chapitre}}, {{Article}}, {{Lien web}} et/ou {{Bibliographie}}. Le mode d'édition visuel peut mettre en forme automatiquement les références.
- Insérer une infobox (cadre d'informations à droite) n'est pas obligatoire pour parachever la mise en page.

Pour une aide détaillée, merci de consulter Aide:Wikification.
Si vous pensez que ces points ont été résolus, vous pouvez retirer ce bandeau et améliorer la mise en forme d'un autre article.
Celso Monteiro Furtado, né le 26 juillet 1920 à Pombal et mort le 20 novembre 2004 à Rio de Janeiro, est un économiste brésilien et l'un des intellectuels les plus éminents du pays au cours du XXe siècle.
Ses idées sur le développement économique et le sous-développement accentuaient le rôle de l'État dans l'économie, adoptant un modèle de développement économique d'inspiration pré-keynésienne.

## Biographie
Né dans le haut sertão de l’État de Paraíba, dans la ville de Pombal, Celso Furtado est le fils de Maurício Medeiros Furtado et de Maria Alice Monteiro Furtado. Il a étudié au lycée de Paraíba et au lycée Pernambucano de Recife. En 1939, il s’installe à Rio de Janeiro. L'année suivante, il entre à la faculté nationale de droit de l'université fédérale de Rio de Janeiro (UFRJ), obtenant son diplôme en sciences juridiques et sociales en 1944, la même année où il rejoint la Force expéditionnaire brésilienne (FEB) qui part en Italie à côté des Alliés.
En 1946, Furtado s'inscrit au doctorat en économie à l'université Paris-Sorbonne[Information douteuse], qu'il conclut en 1948 avec une thèse sur l'économie brésilienne coloniale. Pendant son séjour à Paris, il rencontre sa première épouse, la chimiste argentine Lucia Piave Tosi. Il retourne au Brésil, rejoignant son poste au Département administratif du service public (DASP) et à la fondation Getúlio Vargas.[5]
En 1949, il déménage à Santiago pour rejoindre la Commission économique pour l'Amérique latine et les Caraïbes (CEPALC), nouvellement créée sous l'égide de l'Organisation des Nations unies. Sous la direction de l'économiste argentin Raúl Prebisch, la CEPALC deviendra à cette époque un centre de débats sur les aspects théoriques et pratiques du développement. À Santiago, cette année-là, naît son premier fils, Mario Tosi Furtado.
Entre 1953 et 1955, il préside à Rio de Janeiro le Groupe mixte ECLAC-BNDE, qui élabore une étude sur l'économie brésilienne servant de fondement au « Plan des objectifs du gouvernement » du président Juscelino Kubitschek. De retour à Santiago, comme que directeur de la Division du développement de la CEPALC, il dirige des études économiques sur le Mexique, où il réside, et sur le Venezuela. En 1954 naît son deuxième fils, André Tosi Furtado.
En 1957, il commence son post-doctorat avec le professeur Nicholas Kaldor au King's College de l'université de Cambridge, au Royaume-Uni. Pendant cette période, il rédige son oeuvre Formation économique du Brésil (publié au Brésil en 1959, en français La formation économique du Brésil. Trad.: Janine Peffau. Paris: Publisud. 1998.), devenu un classique de l'historiographie économique brésilienne.
De retour au Brésil, il crée à la demande du président Juscelino Kubitschek, en 1959, l’agence publique pour le développement du nord-est : la Superintendance du développement du Nord-Est (SUDENE). En 1962, sous le gouvernement de João Goulart, il est nommé le premier ministre du Plan du Brésil et élabore le « Plan Triennal de développement économique et social », En 1963, il retourne à la direction de la SUDENE[RFA1] .
Avec le coup d’état militaire de 1964, il est privé de ses droits politiques et civils pendant 10 ans, et entame un exil qui va durer 21 ans.
Il part d’abord à Santiago et ensuite il s’installe à New Haven, aux États-Unis, occupant le poste de chercheur au Centre d'études sur la croissance économique de l'université Yale.
En 1965, il s'installe à Paris, où il devient professeur à la faculté de droit et des sciences économiques de l'université Paris-Sorbonne[Information douteuse]. Il y sera pendant 20 ans, poursuivant aussi ses activités d'enseignement et de recherche aux universités de Yale, American University et Columbia aux États-Unis, ainsi qu'à Cambridge en Angleterre.
Dans les années 1970, il voyage dans différents pays, que ce soit en mission pour l'ONU, en tant que conférencier ou professeur invité et membre du Conseil académique de l'université des Nations unies, basée à Tokyo. Pendant ces années d’exil, il publie une dizaine d’œuvres sur le Brésil, l’Amérique latine, le capitalisme et le développement.
En 1979, il épouse la journaliste et traductrice Rosa Freire d'Aguiar, avec qui il vit jusqu'à la fin de sa vie.
Avec l'amnistie en août 1979, il retourne régulièrement au Brésil, tout en maintenant des activités académiques en France en tant que directeur de recherches à l'École des hautes études en sciences sociales de Paris.
En 1981, il s'affilie au Parti du mouvement démocratique brésilien (PMDB). Après les années de la redémocratisation du Brésil, il est invité en 1985 par le président nouvellement élu Tancredo Neves à participer de la Commission du plan d'action du gouvernement (COPAG). Il a ensuite été nommé ambassadeur du Brésil auprès de la Communauté économique européenne, s’installant à Bruxelles.
L'année suivante, il est retourné au Brésil pour y devenir ministre de la Culture (de 1986 à 1988), à la demande du président José Sarney, qui a remplacé Tancredo Neves. À la tête du ministère de la Culture, il a créé la première législation d’incitations fiscales à la culture[RFA2].
Ensuite, il a repris sa vie académique et a participé de différentes commissions internationales, telles que la Commission Sud, la Commission mondiale pour la culture et le développement de l'ONU/Unesco, et la Commission internationale de bioéthique.
Il a été élu à la chaise no 11 de l'Académie brésilienne des lettres en 1997, succédant à l’antropologue et ancien sénateur Darcy Ribeiro. En 2004, il a été nommé au prix Nobel d’économie. Il est décédé à Rio de Janeiro le 20 novembre 2004.
Le 20 novembre 2005, le Centre international Celso Furtado de politiques pour le développement - Cicef a été créé par une centaine d’universitaires et d’intellectuels liés à la pensée de Furtado. 4 ans plus tard, le 25 septembre 2009, la Bibliothèque Celso Furtado a été inaugurée à Rio de Janeiro. En 2019, ses archives ont été transférées à l'Institut d'études brésiliennes de l'université de São Paulo.

## Distinctions
- Grand-croix de l'ordre de Sant'Iago de l'Épée

## Œuvres de Celso Furtado en français
- La formation économique du Brésil. Trad.: Janine Peffau. Paris: Publisud. 1998.
- Globalisation et exclusion – le cas du Brésil. Trad.: Abdelkader Sid Ahmed. Paris: Publisud. 1995.
- Brève introduction au développement. Trad.: Abdelkader Sid Ahmed. Paris: Publisud. 1989.
- La fantaisie organisée. Trad.: Edouard Bailby. Paris: Publisud. 1987.
- Le Brésil après le miracle. Prefácio: I. Sachs. Trad.: Cécile Tricoire. Paris: Maison des Sciences de l Homme. 1987.
- Non à la recession, non au chômage. Trad.: Eddy Treves. Paris: Anthropos. 1984.
- Créativité et dépendance. Trad.: Janine Peffau. Paris: Presses Universitaires de France. 1981.
- Le mythe du développement économique. Trad.: Eddy Treves. Paris: Anthropos. 1976.
- Analyse du modèle brésilien. Trad.: Eddy Treves. Paris: Anthropos. 1974.
- La formation économique du Brésil. Trad.: Janine Peffau. Paris-La Haye: Mouton. 1972.
- ______. Paris: Publisud. 1998.
- Théorie du développement économique. Trad.: Abilio Diniz Silva & Janine Peffau. Paris: Presses Universitaires de France. 1970.
- Les Etats-Unis et le sous-devéloppement de l Amérique Latine. Trad.: C. Deniz da Silva. Paris: Calmann-Lévy. 1970.
- L Amérique latine – politique économique de l Amérique latine. Trad.: Edouard Bailby. Paris: Sirey. 1970.
- Développement et sous-développement. Prefácio: Maurice Byé. Paris: Presses Universitaires de France. 1966.
- Le Brésil à l heure du choix. Prefácio: Pierre Massé. Trad: Jean Chouard. Paris: Plon. 1964.